# Lista di asteroidi (599001-600000)
Di seguito una lista di asteroidi dal numero 599001 al 600000 con data di scoperta e scopritore.

## 599001-599100
| Nome              | Designazione provvisoria | Data di scoperta  | Scopritore                 |
| ----------------- | ------------------------ | ----------------- | -------------------------- |
| 599001 -          | 2009 OF29                | 30 luglio 2009    | Holmes, R.                 |
| 599002 -          | 2009 PK                  | 10 agosto 2009    | Cerro Burek                |
| 599003 -          | 2009 PJ4                 | 23 giugno 2009    | Mount Lemmon Survey        |
| 599004 -          | 2009 PT9                 | 14 agosto 2009    | OAM Observatory            |
| 599005 -          | 2009 PW18                | 15 agosto 2009    | CSS                        |
| 599006 -          | 2009 PX21                | 15 agosto 2009    | Spacewatch                 |
| 599007 -          | 2009 PG22                | 15 agosto 2009    | Spacewatch                 |
| 599008 -          | 2009 PJ22                | 26 febbraio 2012  | Mount Lemmon Survey        |
| 599009 -          | 2009 PX22                | 8 settembre 2015  | PMO NEO Survey Program     |
| 599010 -          | 2009 QU1                 | 17 agosto 2009    | Schwab, E.                 |
| 599011 -          | 2009 QU3                 | 16 agosto 2009    | CSS                        |
| 599012 -          | 2009 QK6                 | 16 agosto 2009    | OAM Observatory            |
| 599013 -          | 2009 QN7                 | 4 ottobre 2004    | NEAT                       |
| 599014 -          | 2009 QW8                 | 27 luglio 2005    | NEAT                       |
| 599015 -          | 2009 QP21                | 19 agosto 2009    | OAM Observatory            |
| 599016 -          | 2009 QE22                | 20 agosto 2009    | OAM Observatory            |
| 599017 -          | 2009 QJ27                | 23 agosto 2009    | Kling, R., Zimmer, U.      |
| 599018 -          | 2009 QD35                | 13 agosto 2002    | NEAT                       |
| 599019 Jerzymadej | 2009 QY36                | 29 agosto 2009    | T. Krjačko, B. Satovskij   |
| 599020 -          | 2009 QC50                | 28 agosto 2009    | Spacewatch                 |
| 599021 -          | 2009 QQ54                | 27 agosto 2009    | Spacewatch                 |
| 599022 -          | 2009 QB57                | 17 agosto 2009    | Spacewatch                 |
| 599023 -          | 2009 QU62                | 1º dicembre 2005  | NEAT                       |
| 599024 -          | 2009 QV62                | 27 agosto 2009    | Spacewatch                 |
| 599025 -          | 2009 QU63                | 16 agosto 2009    | CSS                        |
| 599026 -          | 2009 QB66                | 16 agosto 2009    | Spacewatch                 |
| 599027 -          | 2009 QN66                | 14 marzo 2005     | Mount Lemmon Survey        |
| 599028 -          | 2009 QV66                | 27 agosto 2009    | Spacewatch                 |
| 599029 -          | 2009 QF67                | 17 agosto 2009    | Spacewatch                 |
| 599030 -          | 2009 QM67                | 28 febbraio 2012  | Pan-STARRS 1               |
| 599031 -          | 2009 QB68                | 19 agosto 2009    | CSS                        |
| 599032 -          | 2009 QW68                | 3 febbraio 2012   | Pan-STARRS 1               |
| 599033 -          | 2009 QF69                | 18 agosto 2009    | Spacewatch                 |
| 599034 -          | 2009 QT70                | 23 febbraio 2018  | Mount Lemmon Survey        |
| 599035 -          | 2009 QJ71                | 18 agosto 2009    | Spacewatch                 |
| 599036 -          | 2009 QW71                | 16 agosto 2009    | Spacewatch                 |
| 599037 -          | 2009 QN72                | 28 agosto 2009    | Spacewatch                 |
| 599038 -          | 2009 QO72                | 20 agosto 2009    | Spacewatch                 |
| 599039 -          | 2009 QA73                | 16 agosto 2009    | Spacewatch                 |
| 599040 -          | 2009 QQ73                | 17 agosto 2009    | Spacewatch                 |
| 599041 -          | 2009 QE76                | 27 agosto 2009    | Spacewatch                 |
| 599042 -          | 2009 QY76                | 29 agosto 2009    | Spacewatch                 |
| 599043 -          | 2009 RM18                | 7 settembre 2008  | Mount Lemmon Survey        |
| 599044 -          | 2009 RE20                | 14 settembre 2009 | CSS                        |
| 599045 -          | 2009 RY22                | 15 settembre 2009 | Mount Lemmon Survey        |
| 599046 -          | 2009 RL23                | 20 maggio 2005    | Mount Lemmon Survey        |
| 599047 -          | 2009 RC33                | 14 settembre 2009 | Spacewatch                 |
| 599048 -          | 2009 RA36                | 29 luglio 2009    | Spacewatch                 |
| 599049 -          | 2009 RU37                | 15 settembre 2009 | Spacewatch                 |
| 599050 -          | 2009 RZ38                | 15 settembre 2009 | Spacewatch                 |
| 599051 -          | 2009 RL41                | 6 novembre 2005   | Mount Lemmon Survey        |
| 599052 -          | 2009 RN41                | 15 settembre 2009 | Spacewatch                 |
| 599053 -          | 2009 RQ43                | 15 settembre 2009 | Spacewatch                 |
| 599054 -          | 2009 RN62                | 15 settembre 2009 | Spacewatch                 |
| 599055 -          | 2009 RN64                | 13 febbraio 2002  | SDSS Collaboration         |
| 599056 -          | 2009 RB66                | 30 luglio 2009    | Spacewatch                 |
| 599057 -          | 2009 RL77                | 17 aprile 2012    | Spacewatch                 |
| 599058 -          | 2009 RQ77                | 14 gennaio 2012   | Spacewatch                 |
| 599059 -          | 2009 RE79                | 15 settembre 2009 | Spacewatch                 |
| 599060 -          | 2009 RU79                | 15 settembre 2009 | Spacewatch                 |
| 599061 -          | 2009 RY80                | 15 settembre 2009 | Spacewatch                 |
| 599062 -          | 2009 RA81                | 15 settembre 2009 | Spacewatch                 |
| 599063 -          | 2009 RF81                | 15 settembre 2009 | Spacewatch                 |
| 599064 -          | 2009 RG81                | 12 settembre 2009 | Spacewatch                 |
| 599065 -          | 2009 RA82                | 15 settembre 2009 | Spacewatch                 |
| 599066 -          | 2009 SL8                 | 16 settembre 2009 | Mount Lemmon Survey        |
| 599067 -          | 2009 SC9                 | 16 settembre 2009 | Mount Lemmon Survey        |
| 599068 -          | 2009 SD10                | 16 settembre 2009 | Mount Lemmon Survey        |
| 599069 -          | 2009 SR29                | 16 settembre 2009 | Spacewatch                 |
| 599070 -          | 2009 SK36                | 24 marzo 2001     | Spacewatch                 |
| 599071 -          | 2009 SU47                | 16 settembre 2009 | Spacewatch                 |
| 599072 -          | 2009 SL48                | 27 novembre 1998  | Spacewatch                 |
| 599073 -          | 2009 SO49                | 17 settembre 2009 | Spacewatch                 |
| 599074 -          | 2009 SZ51                | 17 settembre 2009 | Mount Lemmon Survey        |
| 599075 -          | 2009 SH59                | 17 settembre 2009 | Mount Lemmon Survey        |
| 599076 -          | 2009 SK72                | 29 agosto 2009    | Spacewatch                 |
| 599077 -          | 2009 SO81                | 18 settembre 2009 | Mount Lemmon Survey        |
| 599078 -          | 2009 SF82                | 15 agosto 2009    | Spacewatch                 |
| 599079 -          | 2009 SF85                | 18 settembre 2009 | Mount Lemmon Survey        |
| 599080 -          | 2009 ST89                | 18 settembre 2009 | Mount Lemmon Survey        |
| 599081 -          | 2009 SE93                | 20 aprile 2004    | Spacewatch                 |
| 599082 -          | 2009 SV93                | 29 agosto 2009    | Spacewatch                 |
| 599083 -          | 2009 SJ101               | 24 settembre 2009 | Kryachko, c., Satovski, B. |
| 599084 -          | 2009 SM101               | 23 settembre 2009 | Kryachko, c., Satovski, B. |
| 599085 -          | 2009 SG105               | 16 settembre 2009 | Spacewatch                 |
| 599086 -          | 2009 SS105               | 16 settembre 2009 | Mount Lemmon Survey        |
| 599087 -          | 2009 ST108               | 17 settembre 2009 | Spacewatch                 |
| 599088 -          | 2009 SK109               | 17 settembre 2009 | Mount Lemmon Survey        |
| 599089 -          | 2009 SP133               | 18 settembre 2009 | Spacewatch                 |
| 599090 -          | 2009 SS145               | 29 ottobre 2005   | CSS                        |
| 599091 -          | 2009 SP149               | 29 settembre 2003 | SDSS Collaboration         |
| 599092 -          | 2009 SC151               | 20 settembre 2009 | Spacewatch                 |
| 599093 -          | 2009 SM154               | 20 settembre 2009 | Spacewatch                 |
| 599094 -          | 2009 SF158               | 16 febbraio 2007  | Mount Lemmon Survey        |
| 599095 -          | 2009 SC164               | 27 agosto 2005    | Spacewatch                 |
| 599096 -          | 2009 SU169               | 25 dicembre 2005  | Spacewatch                 |
| 599097 -          | 2009 SV172               | 18 settembre 2009 | Spacewatch                 |
| 599098 -          | 2009 ST173               | 18 settembre 2009 | CSS                        |
| 599099 -          | 2009 SL174               | 18 settembre 2009 | Mount Lemmon Survey        |
| 599100 -          | 2009 ST174               | 19 settembre 1998 | SDSS Collaboration         |

## 599101-599200
| Nome     | Designazione provvisoria | Data di scoperta  | Scopritore           |
| -------- | ------------------------ | ----------------- | -------------------- |
| 599101 - | 2009 SD176               | 19 settembre 2009 | Mount Lemmon Survey  |
| 599102 - | 2009 SX176               | 20 settembre 2009 | Spacewatch           |
| 599103 - | 2009 SE177               | 20 settembre 2009 | Spacewatch           |
| 599104 - | 2009 SZ181               | 17 settembre 2003 | Spacewatch           |
| 599105 - | 2009 SF186               | 17 settembre 2009 | Spacewatch           |
| 599106 - | 2009 SM186               | 21 settembre 2009 | Spacewatch           |
| 599107 - | 2009 SR188               | 21 settembre 2009 | Spacewatch           |
| 599108 - | 2009 SZ189               | 22 settembre 2009 | Spacewatch           |
| 599109 - | 2009 SX190               | 22 settembre 2009 | Spacewatch           |
| 599110 - | 2009 ST200               | 22 settembre 2009 | CSS                  |
| 599111 - | 2009 SM202               | 22 settembre 2009 | Spacewatch           |
| 599112 - | 2009 SJ207               | 23 settembre 2009 | Spacewatch           |
| 599113 - | 2009 ST207               | 23 settembre 2009 | Spacewatch           |
| 599114 - | 2009 SC210               | 29 marzo 2004     | Spacewatch           |
| 599115 - | 2009 SS212               | 23 settembre 2009 | Spacewatch           |
| 599116 - | 2009 SC217               | 15 settembre 2009 | Spacewatch           |
| 599117 - | 2009 SR218               | 24 settembre 2009 | Mount Lemmon Survey  |
| 599118 - | 2009 SA219               | 24 settembre 2009 | Spacewatch           |
| 599119 - | 2009 SG223               | 25 settembre 2009 | Mount Lemmon Survey  |
| 599120 - | 2009 SJ224               | 25 settembre 2009 | Mount Lemmon Survey  |
| 599121 - | 2009 SU227               | 26 settembre 2009 | Spacewatch           |
| 599122 - | 2009 SL233               | 20 settembre 2009 | Mount Lemmon Survey  |
| 599123 - | 2009 SM242               | 22 settembre 2009 | CSS                  |
| 599124 - | 2009 SH244               | 17 settembre 2009 | Spacewatch           |
| 599125 - | 2009 SH246               | 17 settembre 2009 | Spacewatch           |
| 599126 - | 2009 SR246               | 17 settembre 2009 | Spacewatch           |
| 599127 - | 2009 SM254               | 18 settembre 2009 | Spacewatch           |
| 599128 - | 2009 SC255               | 16 settembre 2009 | Siding Spring Survey |
| 599129 - | 2009 SX260               | 28 agosto 2009    | Spacewatch           |
| 599130 - | 2009 SW271               | 16 settembre 2009 | Spacewatch           |
| 599131 - | 2009 SX272               | 25 settembre 2009 | Spacewatch           |
| 599132 - | 2009 SF277               | 31 marzo 2008     | Spacewatch           |
| 599133 - | 2009 SE279               | 25 settembre 2009 | Spacewatch           |
| 599134 - | 2009 SH279               | 25 settembre 2009 | Spacewatch           |
| 599135 - | 2009 SC283               | 25 settembre 2009 | Spacewatch           |
| 599136 - | 2009 SH284               | 29 settembre 2001 | NEAT                 |
| 599137 - | 2009 SV288               | 4 ottobre 1999    | Spacewatch           |
| 599138 - | 2009 SA292               | 14 maggio 2005    | Mount Lemmon Survey  |
| 599139 - | 2009 SP292               | 26 settembre 2009 | Spacewatch           |
| 599140 - | 2009 SM300               | 16 settembre 2009 | Spacewatch           |
| 599141 - | 2009 SB303               | 20 agosto 2009    | Spacewatch           |
| 599142 - | 2009 SM303               | 20 agosto 2009    | Spacewatch           |
| 599143 - | 2009 SM308               | 7 settembre 2008  | Mount Lemmon Survey  |
| 599144 - | 2009 SF311               | 18 settembre 2009 | Mount Lemmon Survey  |
| 599145 - | 2009 SR315               | 19 settembre 2009 | Mount Lemmon Survey  |
| 599146 - | 2009 SS316               | 27 agosto 2009    | Spacewatch           |
| 599147 - | 2009 SL319               | 20 settembre 2009 | Spacewatch           |
| 599148 - | 2009 SW323               | 15 agosto 2009    | Spacewatch           |
| 599149 - | 2009 SZ330               | 28 settembre 2006 | Mount Lemmon Survey  |
| 599150 - | 2009 SD334               | 23 settembre 2009 | Spacewatch           |
| 599151 - | 2009 SS336               | 19 settembre 2003 | NEAT                 |
| 599152 - | 2009 SD344               | 17 settembre 2009 | Spacewatch           |
| 599153 - | 2009 SJ345               | 18 settembre 2009 | Spacewatch           |
| 599154 - | 2009 SJ358               | 16 settembre 2009 | Mount Lemmon Survey  |
| 599155 - | 2009 SV363               | 19 aprile 2007    | Mount Lemmon Survey  |
| 599156 - | 2009 SW373               | 31 agosto 2017    | Mount Lemmon Survey  |
| 599157 - | 2009 SQ374               | 28 marzo 2012     | Mount Lemmon Survey  |
| 599158 - | 2009 ST375               | 4 novembre 2004   | Spacewatch           |
| 599159 - | 2009 SJ377               | 24 gennaio 2011   | Mount Lemmon Survey  |
| 599160 - | 2009 SK378               | 20 novembre 2015  | Mount Lemmon Survey  |
| 599161 - | 2009 SS378               | 27 settembre 2009 | Spacewatch           |
| 599162 - | 2009 SM382               | 30 giugno 2014    | Pan-STARRS 1         |
| 599163 - | 2009 SR382               | 26 settembre 2009 | Spacewatch           |
| 599164 - | 2009 SD383               | 9 maggio 2013     | Pan-STARRS 1         |
| 599165 - | 2009 SM384               | 5 ottobre 2013    | Pan-STARRS 1         |
| 599166 - | 2009 SH385               | 29 settembre 2009 | Mount Lemmon Survey  |
| 599167 - | 2009 SF389               | 30 luglio 2008    | Mount Lemmon Survey  |
| 599168 - | 2009 SP389               | 30 agosto 2014    | Mount Lemmon Survey  |
| 599169 - | 2009 SF390               | 8 marzo 2013      | Pan-STARRS 1         |
| 599170 - | 2009 SG391               | 24 giugno 2014    | Pan-STARRS 1         |
| 599171 - | 2009 SM391               | 4 ottobre 2016    | Mount Lemmon Survey  |
| 599172 - | 2009 SP391               | 12 settembre 2015 | Pan-STARRS 1         |
| 599173 - | 2009 SW391               | 29 settembre 2009 | Mount Lemmon Survey  |
| 599174 - | 2009 SG395               | 29 giugno 2014    | Pan-STARRS 1         |
| 599175 - | 2009 SN395               | 16 febbraio 2012  | Pan-STARRS 1         |
| 599176 - | 2009 SQ396               | 24 settembre 2009 | Mount Lemmon Survey  |
| 599177 - | 2009 SZ396               | 30 settembre 2009 | Mount Lemmon Survey  |
| 599178 - | 2009 SB397               | 29 settembre 2009 | Mount Lemmon Survey  |
| 599179 - | 2009 SU397               | 28 settembre 2009 | Mount Lemmon Survey  |
| 599180 - | 2009 SR400               | 17 settembre 2009 | Mount Lemmon Survey  |
| 599181 - | 2009 SH401               | 29 settembre 2009 | Spacewatch           |
| 599182 - | 2009 SR408               | 28 settembre 2009 | Mount Lemmon Survey  |
| 599183 - | 2009 SD409               | 25 settembre 2009 | Spacewatch           |
| 599184 - | 2009 SY410               | 27 settembre 2009 | Spacewatch           |
| 599185 - | 2009 SK412               | 22 settembre 2009 | Spacewatch           |
| 599186 - | 2009 SR412               | 28 settembre 2009 | Mount Lemmon Survey  |
| 599187 - | 2009 SW414               | 19 settembre 2009 | Spacewatch           |
| 599188 - | 2009 SY415               | 29 settembre 2009 | Mount Lemmon Survey  |
| 599189 - | 2009 SF416               | 16 settembre 2009 | Spacewatch           |
| 599190 - | 2009 SY416               | 28 settembre 2009 | Mount Lemmon Survey  |
| 599191 - | 2009 SH417               | 25 settembre 2009 | Spacewatch           |
| 599192 - | 2009 TH                  | 6 ottobre 2009    | Galad, A.            |
| 599193 - | 2009 TA16                | 1º ottobre 2009   | Mount Lemmon Survey  |
| 599194 - | 2009 TK17                | 8 maggio 2005     | Spacewatch           |
| 599195 - | 2009 TM19                | 11 ottobre 2009   | Mount Lemmon Survey  |
| 599196 - | 2009 TL27                | 14 ottobre 2009   | OAM Observatory      |
| 599197 - | 2009 TO28                | 20 settembre 2009 | Spacewatch           |
| 599198 - | 2009 TL30                | 5 settembre 2008  | Spacewatch           |
| 599199 - | 2009 TL31                | 15 ottobre 2009   | Mount Lemmon Survey  |
| 599200 - | 2009 TW33                | 25 settembre 2009 | OAM Observatory      |

## 599201-599300
| Nome     | Designazione provvisoria | Data di scoperta  | Scopritore          |
| -------- | ------------------------ | ----------------- | ------------------- |
| 599201 - | 2009 TX47                | 18 settembre 2003 | Spacewatch          |
| 599202 - | 2009 TZ49                | 12 ottobre 2009   | Mount Lemmon Survey |
| 599203 - | 2009 TR50                | 2 ottobre 2009    | Mount Lemmon Survey |
| 599204 - | 2009 TB53                | 23 febbraio 2015  | Pan-STARRS 1        |
| 599205 - | 2009 TG53                | 14 ottobre 2009   | Mount Lemmon Survey |
| 599206 - | 2009 TQ54                | 23 settembre 2005 | CSS                 |
| 599207 - | 2009 TK55                | 8 ottobre 2009    | OAM Observatory     |
| 599208 - | 2009 UY                  | 17 ottobre 2009   | Nevski, V.          |
| 599209 - | 2009 UH5                 | 18 ottobre 2009   | Teamo, N.           |
| 599210 - | 2009 UZ13                | 16 settembre 2009 | CSS                 |
| 599211 - | 2009 UZ18                | 19 ottobre 2009   | Dillon, W. G.       |
| 599212 - | 2009 UZ20                | 22 ottobre 2009   | Mount Lemmon Survey |
| 599213 - | 2009 UN33                | 25 ottobre 2005   | Mount Lemmon Survey |
| 599214 - | 2009 UW35                | 15 settembre 2009 | Spacewatch          |
| 599215 - | 2009 UU40                | 22 settembre 2009 | Mount Lemmon Survey |
| 599216 - | 2009 UR44                | 22 settembre 2009 | Mount Lemmon Survey |
| 599217 - | 2009 UB45                | 22 settembre 2009 | Mount Lemmon Survey |
| 599218 - | 2009 UA49                | 22 ottobre 2009   | Mount Lemmon Survey |
| 599219 - | 2009 UV49                | 27 settembre 2009 | Spacewatch          |
| 599220 - | 2009 UU59                | 3 luglio 2005     | NEAT                |
| 599221 - | 2009 UD60                | 17 ottobre 2009   | Mount Lemmon Survey |
| 599222 - | 2009 UH62                | 17 ottobre 2009   | Mount Lemmon Survey |
| 599223 - | 2009 UQ64                | 28 settembre 2009 | Mount Lemmon Survey |
| 599224 - | 2009 UN65                | 17 ottobre 2009   | Mount Lemmon Survey |
| 599225 - | 2009 UK69                | 28 settembre 2009 | Mount Lemmon Survey |
| 599226 - | 2009 UO72                | 23 ottobre 2009   | Mount Lemmon Survey |
| 599227 - | 2009 UD78                | 18 settembre 2009 | Spacewatch          |
| 599228 - | 2009 UN95                | 15 settembre 2009 | Spacewatch          |
| 599229 - | 2009 UZ97                | 23 ottobre 2009   | Mount Lemmon Survey |
| 599230 - | 2009 US101               | 23 ottobre 2009   | Mount Lemmon Survey |
| 599231 - | 2009 UO111               | 24 febbraio 2006  | CSS                 |
| 599232 - | 2009 UN114               | 11 ottobre 2009   | Mount Lemmon Survey |
| 599233 - | 2009 UZ115               | 21 ottobre 2009   | Mount Lemmon Survey |
| 599234 - | 2009 UO117               | 14 ottobre 2009   | Bickel, W.          |
| 599235 - | 2009 UC118               | 27 settembre 2009 | Spacewatch          |
| 599236 - | 2009 UK118               | 15 settembre 2009 | Spacewatch          |
| 599237 - | 2009 UP121               | 16 settembre 2009 | Mount Lemmon Survey |
| 599238 - | 2009 UK123               | 26 ottobre 2009   | Mount Lemmon Survey |
| 599239 - | 2009 US123               | 25 ottobre 2005   | Mount Lemmon Survey |
| 599240 - | 2009 UL125               | 26 ottobre 2009   | Mount Lemmon Survey |
| 599241 - | 2009 UE129               | 26 ottobre 2009   | Mount Lemmon Survey |
| 599242 - | 2009 UA149               | 21 settembre 2009 | Spacewatch          |
| 599243 - | 2009 UW160               | 19 ottobre 2010   | Mount Lemmon Survey |
| 599244 - | 2009 UJ161               | 21 novembre 2015  | Mount Lemmon Survey |
| 599245 - | 2009 UT161               | 17 gennaio 2015   | Mount Lemmon Survey |
| 599246 - | 2009 UW161               | 18 ottobre 2009   | Mount Lemmon Survey |
| 599247 - | 2009 UN162               | 31 dicembre 2013  | Pan-STARRS 1        |
| 599248 - | 2009 UW162               | 22 settembre 2014 | Pan-STARRS 1        |
| 599249 - | 2009 UN163               | 9 settembre 2015  | Pan-STARRS 1        |
| 599250 - | 2009 UJ166               | 18 novembre 2011  | Mount Lemmon Survey |
| 599251 - | 2009 UM166               | 23 gennaio 2011   | Mount Lemmon Survey |
| 599252 - | 2009 UV166               | 10 aprile 2013    | Pan-STARRS 1        |
| 599253 - | 2009 UE167               | 14 gennaio 2018   | Pan-STARRS 1        |
| 599254 - | 2009 UD168               | 18 gennaio 2013   | Mount Lemmon Survey |
| 599255 - | 2009 UW169               | 27 ottobre 2009   | Mount Lemmon Survey |
| 599256 - | 2009 UX169               | 16 ottobre 2009   | Mount Lemmon Survey |
| 599257 - | 2009 UC170               | 11 giugno 2007    | Mauna Kea           |
| 599258 - | 2009 UE170               | 26 ottobre 2009   | Mount Lemmon Survey |
| 599259 - | 2009 UG170               | 25 ottobre 2009   | Spacewatch          |
| 599260 - | 2009 UD171               | 16 marzo 2013     | Spacewatch          |
| 599261 - | 2009 UY171               | 15 giugno 2018    | Pan-STARRS 1        |
| 599262 - | 2009 UB173               | 3 agosto 2016     | Pan-STARRS 1        |
| 599263 - | 2009 UY173               | 26 ottobre 2009   | Spacewatch          |
| 599264 - | 2009 UR174               | 27 ottobre 2009   | Mount Lemmon Survey |
| 599265 - | 2009 UJ176               | 23 ottobre 2009   | Mount Lemmon Survey |
| 599266 - | 2009 UB179               | 24 ottobre 2009   | Spacewatch          |
| 599267 - | 2009 UW180               | 16 ottobre 2009   | Mount Lemmon Survey |
| 599268 - | 2009 UZ181               | 27 ottobre 2009   | Mount Lemmon Survey |
| 599269 - | 2009 UQ182               | 24 ottobre 2009   | Spacewatch          |
| 599270 - | 2009 UA184               | 16 ottobre 2009   | Mount Lemmon Survey |
| 599271 - | 2009 UF186               | 16 ottobre 2009   | Mount Lemmon Survey |
| 599272 - | 2009 UW186               | 18 ottobre 2009   | Mount Lemmon Survey |
| 599273 - | 2009 VD1                 | 17 ottobre 2009   | Mount Lemmon Survey |
| 599274 - | 2009 VV13                | 8 novembre 2009   | Mount Lemmon Survey |
| 599275 - | 2009 VD17                | 8 novembre 2009   | Mount Lemmon Survey |
| 599276 - | 2009 VS19                | 9 novembre 2009   | Mount Lemmon Survey |
| 599277 - | 2009 VV35                | 8 ottobre 2008    | Mount Lemmon Survey |
| 599278 - | 2009 VE42                | 9 novembre 2009   | CSS                 |
| 599279 - | 2009 VV43                | 25 agosto 2005    | NEAT                |
| 599280 - | 2009 VO54                | 26 ottobre 2009   | Spacewatch          |
| 599281 - | 2009 VP55                | 29 settembre 2008 | Mount Lemmon Survey |
| 599282 - | 2009 VL56                | 7 febbraio 2002   | ', '.               |
| 599283 - | 2009 VQ56                | 5 settembre 2008  | Spacewatch          |
| 599284 - | 2009 VM65                | 9 novembre 2009   | Spacewatch          |
| 599285 - | 2009 VH71                | 9 novembre 2009   | Mount Lemmon Survey |
| 599286 - | 2009 VW88                | 27 settembre 2009 | Spacewatch          |
| 599287 - | 2009 VP89                | 11 novembre 2009  | Spacewatch          |
| 599288 - | 2009 VX89                | 11 novembre 2009  | Spacewatch          |
| 599289 - | 2009 VL97                | 9 novembre 2009   | Spacewatch          |
| 599290 - | 2009 VG98                | 9 novembre 2009   | Mount Lemmon Survey |
| 599291 - | 2009 VE99                | 9 novembre 2009   | Mount Lemmon Survey |
| 599292 - | 2009 VK112               | 3 febbraio 2000   | Spacewatch          |
| 599293 - | 2009 VE120               | 29 marzo 2015     | Pan-STARRS 1        |
| 599294 - | 2009 VL122               | 16 febbraio 2013  | Mount Lemmon Survey |
| 599295 - | 2009 VR122               | 8 novembre 2009   | Spacewatch          |
| 599296 - | 2009 VA127               | 8 novembre 2009   | Mount Lemmon Survey |
| 599297 - | 2009 VC130               | 8 novembre 2009   | Mount Lemmon Survey |
| 599298 - | 2009 VH130               | 11 novembre 2009  | Spacewatch          |
| 599299 - | 2009 VU130               | 11 novembre 2009  | Mount Lemmon Survey |
| 599300 - | 2009 WT6                 | 6 aprile 2008     | Mount Lemmon Survey |

## 599301-599400
| Nome     | Designazione provvisoria | Data di scoperta  | Scopritore                      |
| -------- | ------------------------ | ----------------- | ------------------------------- |
| 599301 - | 2009 WV18                | 17 novembre 2009  | Mount Lemmon Survey             |
| 599302 - | 2009 WY21                | 11 ottobre 2009   | Mount Lemmon Survey             |
| 599303 - | 2009 WN22                | 18 novembre 2009  | Spacewatch                      |
| 599304 - | 2009 WY26                | 19 settembre 2009 | Mount Lemmon Survey             |
| 599305 - | 2009 WL32                | 14 ottobre 2009   | Mount Lemmon Survey             |
| 599306 - | 2009 WP44                | 18 novembre 2009  | Spacewatch                      |
| 599307 - | 2009 WD57                | 23 ottobre 2009   | Mount Lemmon Survey             |
| 599308 - | 2009 WY59                | 16 novembre 2009  | Mount Lemmon Survey             |
| 599309 - | 2009 WK61                | 25 ottobre 2009   | Spacewatch                      |
| 599310 - | 2009 WU61                | 19 settembre 2014 | Pan-STARRS 1                    |
| 599311 - | 2009 WK72                | 4 novembre 2005   | Spacewatch                      |
| 599312 - | 2009 WZ77                | 18 novembre 2009  | Spacewatch                      |
| 599313 - | 2009 WE91                | 19 novembre 2009  | Mount Lemmon Survey             |
| 599314 - | 2009 WP108               | 17 novembre 2009  | Mount Lemmon Survey             |
| 599315 - | 2009 WW113               | 18 novembre 2009  | Mount Lemmon Survey             |
| 599316 - | 2009 WX114               | 22 ottobre 2009   | Mount Lemmon Survey             |
| 599317 - | 2009 WB117               | 20 novembre 2009  | Spacewatch                      |
| 599318 - | 2009 WG126               | 11 giugno 2004    | Spacewatch                      |
| 599319 - | 2009 WG137               | 25 ottobre 2009   | Spacewatch                      |
| 599320 - | 2009 WU139               | 18 settembre 2009 | Spacewatch                      |
| 599321 - | 2009 WA150               | 14 ottobre 2009   | Mount Lemmon Survey             |
| 599322 - | 2009 WF151               | 23 maggio 2001    | Elliot, J. L., Wasserman, L. H. |
| 599323 - | 2009 WD154               | 19 novembre 2009  | Mount Lemmon Survey             |
| 599324 - | 2009 WX154               | 19 novembre 2009  | Mount Lemmon Survey             |
| 599325 - | 2009 WJ160               | 21 novembre 2009  | Mount Lemmon Survey             |
| 599326 - | 2009 WE163               | 21 novembre 2009  | OAM Observatory                 |
| 599327 - | 2009 WV167               | 23 ottobre 2009   | Spacewatch                      |
| 599328 - | 2009 WU169               | 22 novembre 2009  | Spacewatch                      |
| 599329 - | 2009 WL176               | 23 novembre 2009  | Spacewatch                      |
| 599330 - | 2009 WD179               | 6 dicembre 2005   | Spacewatch                      |
| 599331 - | 2009 WC180               | 12 novembre 2005  | Spacewatch                      |
| 599332 - | 2009 WF194               | 24 novembre 2009  | Spacewatch                      |
| 599333 - | 2009 WC218               | 26 agosto 2005    | NEAT                            |
| 599334 - | 2009 WO220               | 16 novembre 2009  | Mount Lemmon Survey             |
| 599335 - | 2009 WY228               | 7 aprile 2008     | Spacewatch                      |
| 599336 - | 2009 WK237               | 21 febbraio 2007  | Mount Lemmon Survey             |
| 599337 - | 2009 WT240               | 2 giugno 2003     | Spacewatch                      |
| 599338 - | 2009 WV240               | 18 novembre 2009  | Spacewatch                      |
| 599339 - | 2009 WW241               | 25 aprile 2007    | Spacewatch                      |
| 599340 - | 2009 WD242               | 18 novembre 2009  | Spacewatch                      |
| 599341 - | 2009 WX255               | 20 novembre 2009  | Mount Lemmon Survey             |
| 599342 - | 2009 WO256               | 24 ottobre 2003   | Spacewatch                      |
| 599343 - | 2009 WB266               | 16 novembre 2009  | Mount Lemmon Survey             |
| 599344 - | 2009 WB271               | 5 giugno 2016     | Pan-STARRS 1                    |
| 599345 - | 2009 WK271               | 15 maggio 2012    | Pan-STARRS 1                    |
| 599346 - | 2009 WW271               | 3 maggio 2011     | Spacewatch                      |
| 599347 - | 2009 WN272               | 27 ottobre 2009   | Spacewatch                      |
| 599348 - | 2009 WY272               | 20 novembre 2009  | Mount Lemmon Survey             |
| 599349 - | 2009 WH273               | 8 giugno 2016     | Pan-STARRS 1                    |
| 599350 - | 2009 WJ273               | 6 marzo 2011      | Mount Lemmon Survey             |
| 599351 - | 2009 WT273               | 17 novembre 2009  | Spacewatch                      |
| 599352 - | 2009 WD274               | 1º gennaio 2014   | Mount Lemmon Survey             |
| 599353 - | 2009 WC279               | 8 novembre 2010   | Spacewatch                      |
| 599354 - | 2009 WX284               | 4 ottobre 1996    | Spacewatch                      |
| 599355 - | 2009 WS289               | 25 novembre 2009  | Spacewatch                      |
| 599356 - | 2009 WP295               | 23 novembre 2009  | Mount Lemmon Survey             |
| 599357 - | 2009 WV295               | 22 novembre 2009  | Mount Lemmon Survey             |
| 599358 - | 2009 WJ298               | 23 novembre 2009  | Mount Lemmon Survey             |
| 599359 - | 2009 XX4                 | 14 settembre 2005 | CSS                             |
| 599360 - | 2009 XE22                | 15 marzo 2001     | Spacewatch                      |
| 599361 - | 2009 YD4                 | 16 novembre 2009  | Mount Lemmon Survey             |
| 599362 - | 2009 YE8                 | 15 ottobre 2009   | Mount Lemmon Survey             |
| 599363 - | 2009 YJ13                | 18 dicembre 2009  | Mount Lemmon Survey             |
| 599364 - | 2009 YN17                | 21 settembre 2001 | Spacewatch                      |
| 599365 - | 2009 YX26                | 19 dicembre 2009  | Mount Lemmon Survey             |
| 599366 - | 2009 YD29                | 18 dicembre 2009  | Mount Lemmon Survey             |
| 599367 - | 2009 YG29                | 28 novembre 2013  | Mount Lemmon Survey             |
| 599368 - | 2009 YE30                | 25 novembre 2009  | Mount Lemmon Survey             |
| 599369 - | 2009 YT30                | 2 agosto 2016     | Pan-STARRS 1                    |
| 599370 - | 2009 YM32                | 19 dicembre 2009  | Spacewatch                      |
| 599371 - | 2009 YT32                | 16 dicembre 2009  | Mount Lemmon Survey             |
| 599372 - | 2010 AH16                | 7 gennaio 2010    | Mount Lemmon Survey             |
| 599373 - | 2010 AT29                | 8 gennaio 2010    | Spacewatch                      |
| 599374 - | 2010 AZ35                | 7 gennaio 2006    | Mount Lemmon Survey             |
| 599375 - | 2010 AT38                | 6 febbraio 2006   | Spacewatch                      |
| 599376 - | 2010 AL39                | 10 gennaio 2010   | Mount Lemmon Survey             |
| 599377 - | 2010 AK54                | 15 dicembre 2009  | Mount Lemmon Survey             |
| 599378 - | 2010 AP58                | 11 gennaio 2010   | Spacewatch                      |
| 599379 - | 2010 AT60                | 14 gennaio 2010   | Hobart, J.                      |
| 599380 - | 2010 AF62                | 22 gennaio 2002   | Spacewatch                      |
| 599381 - | 2010 AJ63                | 8 gennaio 2010    | Mount Lemmon Survey             |
| 599382 - | 2010 AZ66                | 7 luglio 2003     | Spacewatch                      |
| 599383 - | 2010 AK143               | 7 gennaio 2010    | Mount Lemmon Survey             |
| 599384 - | 2010 AQ145               | 15 novembre 2010  | Mount Lemmon Survey             |
| 599385 - | 2010 AA152               | 29 settembre 2009 | Mount Lemmon Survey             |
| 599386 - | 2010 AQ154               | 28 aprile 2011    | Mount Lemmon Survey             |
| 599387 - | 2010 AW154               | 13 luglio 2013    | Pan-STARRS 1                    |
| 599388 - | 2010 AP155               | 10 novembre 2013  | Mount Lemmon Survey             |
| 599389 - | 2010 AE158               | 9 novembre 2013   | Pan-STARRS 1                    |
| 599390 - | 2010 AY161               | 7 gennaio 2010    | Spacewatch                      |
| 599391 - | 2010 BF137               | 9 settembre 2008  | Mount Lemmon Survey             |
| 599392 - | 2010 BJ141               | 17 aprile 2010    | Mount Lemmon Survey             |
| 599393 - | 2010 BB151               | 31 dicembre 2013  | Pan-STARRS 1                    |
| 599394 - | 2010 CX22                | 9 febbraio 2010   | Spacewatch                      |
| 599395 - | 2010 CC27                | 11 gennaio 2010   | Spacewatch                      |
| 599396 - | 2010 CU30                | 26 settembre 2008 | Spacewatch                      |
| 599397 - | 2010 CX40                | 13 febbraio 2010  | Spacewatch                      |
| 599398 - | 2010 CT41                | 27 dicembre 2009  | Spacewatch                      |
| 599399 - | 2010 CY61                | 8 gennaio 2010    | Mount Lemmon Survey             |
| 599400 - | 2010 CK84                | 14 febbraio 2010  | Spacewatch                      |

## 599401-599500
| Nome     | Designazione provvisoria | Data di scoperta  | Scopritore                     |
| -------- | ------------------------ | ----------------- | ------------------------------ |
| 599401 - | 2010 CY84                | 14 febbraio 2010  | Spacewatch                     |
| 599402 - | 2010 CN87                | 2 maggio 2006     | Mount Lemmon Survey            |
| 599403 - | 2010 CO94                | 26 gennaio 2001   | Spacewatch                     |
| 599404 - | 2010 CH100               | 14 febbraio 2010  | Mount Lemmon Survey            |
| 599405 - | 2010 CZ108               | 5 settembre 2008  | Spacewatch                     |
| 599406 - | 2010 CB123               | 25 febbraio 2006  | Spacewatch                     |
| 599407 - | 2010 CH149               | 10 gennaio 2010   | Spacewatch                     |
| 599408 - | 2010 CP150               | 8 gennaio 2010    | Spacewatch                     |
| 599409 - | 2010 CV156               | 15 febbraio 2010  | Mount Lemmon Survey            |
| 599410 - | 2010 CZ156               | 15 febbraio 2010  | Mount Lemmon Survey            |
| 599411 - | 2010 CT157               | 15 febbraio 2010  | Spacewatch                     |
| 599412 - | 2010 CD162               | 9 febbraio 2010   | Spacewatch                     |
| 599413 - | 2010 CN176               | 12 settembre 2007 | Spacewatch                     |
| 599414 - | 2010 CT255               | 11 luglio 2016    | Pan-STARRS 1                   |
| 599415 - | 2010 CZ262               | 21 maggio 2012    | Mount Lemmon Survey            |
| 599416 - | 2010 CY263               | 15 agosto 2013    | Pan-STARRS 1                   |
| 599417 - | 2010 CS270               | 5 febbraio 2014   | CSS                            |
| 599418 - | 2010 CV272               | 13 dicembre 2013  | Mount Lemmon Survey            |
| 599419 - | 2010 CY273               | 21 maggio 2015    | Pan-STARRS 1                   |
| 599420 - | 2010 DW                  | 16 febbraio 2010  | Needville                      |
| 599421 - | 2010 DU43                | 17 febbraio 2010  | Spacewatch                     |
| 599422 - | 2010 DB50                | 16 febbraio 2010  | Mount Lemmon Survey            |
| 599423 - | 2010 DQ102               | 10 novembre 2009  | Spacewatch                     |
| 599424 - | 2010 DT106               | 21 settembre 2012 | Mount Lemmon Survey            |
| 599425 - | 2010 DT109               | 17 febbraio 2010  | Spacewatch                     |
| 599426 - | 2010 DS110               | 17 febbraio 2010  | Spacewatch                     |
| 599427 - | 2010 EB32                | 4 marzo 2010      | Spacewatch                     |
| 599428 - | 2010 ET32                | 2 aprile 2006     | Spacewatch                     |
| 599429 - | 2010 EY32                | 26 aprile 2006    | Spacewatch                     |
| 599430 - | 2010 EF45                | 17 febbraio 2010  | Spacewatch                     |
| 599431 - | 2010 EM66                | 14 marzo 2010     | Mount Lemmon Survey            |
| 599432 - | 2010 EC69                | 12 marzo 2010     | Spacewatch                     |
| 599433 - | 2010 EN75                | 23 ottobre 2003   | SDSS Collaboration             |
| 599434 - | 2010 EW75                | 12 marzo 2010     | Spacewatch                     |
| 599435 - | 2010 EB76                | 12 marzo 2010     | Spacewatch                     |
| 599436 - | 2010 EB85                | 4 marzo 2005      | Mount Lemmon Survey            |
| 599437 - | 2010 EV85                | 12 gennaio 2010   | Spacewatch                     |
| 599438 - | 2010 EV92                | 7 aprile 2007     | Mount Lemmon Survey            |
| 599439 - | 2010 EB96                | 14 marzo 2010     | Mount Lemmon Survey            |
| 599440 - | 2010 EG96                | 14 marzo 2010     | Mount Lemmon Survey            |
| 599441 - | 2010 EQ96                | 14 marzo 2010     | Mount Lemmon Survey            |
| 599442 - | 2010 ET97                | 14 marzo 2010     | Mount Lemmon Survey            |
| 599443 - | 2010 EJ108               | 13 marzo 2010     | Spacewatch                     |
| 599444 - | 2010 ER121               | 30 marzo 2000     | Spacewatch                     |
| 599445 - | 2010 EL143               | 12 marzo 2010     | Spacewatch                     |
| 599446 - | 2010 EY187               | 13 marzo 2010     | CSS                            |
| 599447 - | 2010 EG188               | 12 marzo 2010     | Mount Lemmon Survey            |
| 599448 - | 2010 FD4                 | 19 febbraio 2010  | Mount Lemmon Survey            |
| 599449 - | 2010 FM16                | 11 ottobre 2007   | Mount Lemmon Survey            |
| 599450 - | 2010 FF17                | 12 marzo 2010     | Spacewatch                     |
| 599451 - | 2010 FC22                | 18 marzo 2010     | Mount Lemmon Survey            |
| 599452 - | 2010 FB25                | 18 marzo 2010     | Mount Lemmon Survey            |
| 599453 - | 2010 FZ48                | 19 novembre 2008  | Mount Lemmon Survey            |
| 599454 - | 2010 FU85                | 21 ottobre 2003   | Spacewatch                     |
| 599455 - | 2010 FC89                | 17 marzo 2010     | Spacewatch                     |
| 599456 - | 2010 FK90                | 20 marzo 2010     | Spacewatch                     |
| 599457 - | 2010 FS92                | 21 marzo 2010     | CSS                            |
| 599458 - | 2010 FO130               | 2 febbraio 2009   | Spacewatch                     |
| 599459 - | 2010 FK137               | 24 aprile 2015    | Pan-STARRS 1                   |
| 599460 - | 2010 FR137               | 11 febbraio 2014  | Mount Lemmon Survey            |
| 599461 - | 2010 FA138               | 29 agosto 2011    | Ivashchenko, Y., Kyrylenko, P. |
| 599462 - | 2010 FY138               | 18 marzo 2010     | Spacewatch                     |
| 599463 - | 2010 FD140               | 28 luglio 2011    | Pan-STARRS 1                   |
| 599464 - | 2010 FT141               | 20 marzo 2010     | Spacewatch                     |
| 599465 - | 2010 FX142               | 18 marzo 2010     | Mount Lemmon Survey            |
| 599466 - | 2010 FZ142               | 18 marzo 2010     | Mount Lemmon Survey            |
| 599467 - | 2010 GL6                 | 13 marzo 2010     | Mount Lemmon Survey            |
| 599468 - | 2010 GB25                | 9 aprile 2010     | Schwartz, M., Elenin, L.       |
| 599469 - | 2010 GH25                | 4 aprile 2002     | NEAT                           |
| 599470 - | 2010 GT32                | 19 marzo 2010     | Spacewatch                     |
| 599471 - | 2010 GU34                | 10 aprile 2010    | Mount Lemmon Survey            |
| 599472 - | 2010 GT74                | 30 novembre 2008  | Spacewatch                     |
| 599473 - | 2010 GG99                | 4 aprile 2010     | Spacewatch                     |
| 599474 - | 2010 GC100               | 4 aprile 2010     | Spacewatch                     |
| 599475 - | 2010 GC105               | 8 ottobre 2007    | Mount Lemmon Survey            |
| 599476 - | 2010 GP106               | 8 aprile 2010     | Spacewatch                     |
| 599477 - | 2010 GT107               | 9 ottobre 2007    | Spacewatch                     |
| 599478 - | 2010 GM110               | 24 luglio 2003    | NEAT                           |
| 599479 - | 2010 GR111               | 14 settembre 2007 | Mount Lemmon Survey            |
| 599480 - | 2010 GT115               | 21 aprile 2006    | Spacewatch                     |
| 599481 - | 2010 GY118               | 11 aprile 2010    | Spacewatch                     |
| 599482 - | 2010 GM121               | 20 dicembre 2004  | Mount Lemmon Survey            |
| 599483 - | 2010 GZ121               | 1º gennaio 2009   | Spacewatch                     |
| 599484 - | 2010 GN125               | 9 marzo 2005      | CSS                            |
| 599485 - | 2010 GX133               | 12 aprile 2010    | Mount Lemmon Survey            |
| 599486 - | 2010 GK135               | 4 aprile 2010     | Spacewatch                     |
| 599487 - | 2010 GW136               | 25 marzo 2006     | Spacewatch                     |
| 599488 - | 2010 GM142               | 9 aprile 2010     | Mount Lemmon Survey            |
| 599489 - | 2010 GE172               | 5 maggio 2010     | CSS                            |
| 599490 - | 2010 GK177               | 24 novembre 2017  | Pan-STARRS 1                   |
| 599491 - | 2010 GK199               | 21 gennaio 2013   | Mount Lemmon Survey            |
| 599492 - | 2010 GT199               | 21 ottobre 2012   | Pan-STARRS 1                   |
| 599493 - | 2010 GA201               | 26 gennaio 2014   | Mottola, S., Hellmich, S.      |
| 599494 - | 2010 GJ202               | 10 gennaio 2014   | Mount Lemmon Survey            |
| 599495 - | 2010 GG203               | 14 aprile 2010    | Mount Lemmon Survey            |
| 599496 - | 2010 GQ203               | 10 aprile 2010    | Spacewatch                     |
| 599497 - | 2010 HH59                | 16 aprile 2010    | Bickel, W.                     |
| 599498 - | 2010 HL106               | 20 aprile 2010    | Spacewatch                     |
| 599499 - | 2010 HR108               | 10 aprile 2010    | Spacewatch                     |
| 599500 - | 2010 HO117               | 27 dicembre 2016  | Mount Lemmon Survey            |

## 599501-599600
| Nome     | Designazione provvisoria | Data di scoperta  | Scopritore                     |
| -------- | ------------------------ | ----------------- | ------------------------------ |
| 599501 - | 2010 HS121               | 20 maggio 2015    | Pan-STARRS 1                   |
| 599502 - | 2010 HJ136               | 2 luglio 2011     | Mount Lemmon Survey            |
| 599503 - | 2010 HS138               | 5 febbraio 2013   | Spacewatch                     |
| 599504 - | 2010 HY138               | 20 aprile 2010    | Mount Lemmon Survey            |
| 599505 - | 2010 HT139               | 19 ottobre 2003   | Spacewatch                     |
| 599506 - | 2010 JZ1                 | 3 maggio 2010     | Spacewatch                     |
| 599507 - | 2010 JR2                 | 5 maggio 2010     | Mount Lemmon Survey            |
| 599508 - | 2010 JZ30                | 4 maggio 2010     | CSS                            |
| 599509 - | 2010 JO35                | 10 aprile 2010    | Mount Lemmon Survey            |
| 599510 - | 2010 JX40                | 7 maggio 2010     | Spacewatch                     |
| 599511 - | 2010 JG45                | 15 aprile 2010    | Spacewatch                     |
| 599512 - | 2010 JH47                | 22 dicembre 2008  | Spacewatch                     |
| 599513 - | 2010 JT74                | 18 ottobre 2007   | Spacewatch                     |
| 599514 - | 2010 JO75                | 4 maggio 2010     | Spacewatch                     |
| 599515 - | 2010 JL112               | 12 maggio 2010    | Spacewatch                     |
| 599516 - | 2010 JF113               | 7 maggio 2010     | Mount Lemmon Survey            |
| 599517 - | 2010 JG113               | 20 ottobre 2007   | Mount Lemmon Survey            |
| 599518 - | 2010 JZ117               | 8 maggio 2010     | Mount Lemmon Survey            |
| 599519 - | 2010 JT120               | 12 maggio 2010    | Mount Lemmon Survey            |
| 599520 - | 2010 JS155               | 8 febbraio 2000   | Spacewatch                     |
| 599521 - | 2010 JX155               | 11 maggio 2010    | Mount Lemmon Survey            |
| 599522 - | 2010 JL158               | 14 maggio 2010    | Mount Lemmon Survey            |
| 599523 - | 2010 JN159               | 8 aprile 2010     | Mount Lemmon Survey            |
| 599524 - | 2010 JN162               | 17 ottobre 2007   | Mount Lemmon Survey            |
| 599525 - | 2010 JC164               | 30 novembre 2008  | Spacewatch                     |
| 599526 - | 2010 JG165               | 19 ottobre 2007   | CSS                            |
| 599527 - | 2010 JU166               | 11 maggio 2010    | Spacewatch                     |
| 599528 - | 2010 JL173               | 22 maggio 2015    | Pan-STARRS 1                   |
| 599529 - | 2010 JG197               | 23 marzo 2015     | Spacewatch                     |
| 599530 - | 2010 JS207               | 27 gennaio 2015   | Pan-STARRS 1                   |
| 599531 - | 2010 JT207               | 29 marzo 2006     | Spacewatch                     |
| 599532 - | 2010 JN210               | 15 novembre 2014  | Mount Lemmon Survey            |
| 599533 - | 2010 JP211               | 28 novembre 2011  | Spacewatch                     |
| 599534 - | 2010 JT211               | 28 aprile 2000    | Spacewatch                     |
| 599535 - | 2010 JF212               | 18 settembre 2011 | Mount Lemmon Survey            |
| 599536 - | 2010 JQ212               | 21 gennaio 2014   | Mount Lemmon Survey            |
| 599537 - | 2010 JU214               | 7 maggio 2010     | Mount Lemmon Survey            |
| 599538 - | 2010 KM37                | 16 maggio 2010    | Spacewatch                     |
| 599539 - | 2010 KV38                | 19 maggio 2010    | Mount Lemmon Survey            |
| 599540 - | 2010 KW61                | 24 maggio 2006    | Mount Lemmon Survey            |
| 599541 - | 2010 KL146               | 2 marzo 2016      | Pan-STARRS 1                   |
| 599542 - | 2010 KS148               | 15 gennaio 2018   | Pan-STARRS 1                   |
| 599543 - | 2010 KU149               | 26 dicembre 2011  | Mount Lemmon Survey            |
| 599544 - | 2010 KL152               | 23 maggio 2014    | Pan-STARRS 1                   |
| 599545 - | 2010 KF155               | 28 febbraio 2008  | Mount Lemmon Survey            |
| 599546 - | 2010 KX156               | 4 maggio 2005     | Mauna Kea                      |
| 599547 - | 2010 KY156               | 23 settembre 2011 | Pan-STARRS 1                   |
| 599548 - | 2010 KQ157               | 21 maggio 2010    | Mount Lemmon Survey            |
| 599549 - | 2010 KU157               | 24 gennaio 2014   | Pan-STARRS 1                   |
| 599550 - | 2010 KW157               | 17 maggio 2010    | Schwartz, M., Holvorcem, P. R. |
| 599551 - | 2010 LU34                | 11 maggio 2010    | Mount Lemmon Survey            |
| 599552 - | 2010 LW63                | 10 giugno 2010    | Mount Lemmon Survey            |
| 599553 - | 2010 LP110               | 13 giugno 2010    | Mount Lemmon Survey            |
| 599554 - | 2010 LJ135               | 8 maggio 2006     | Mount Lemmon Survey            |
| 599555 - | 2010 LL139               | 8 ottobre 2008    | Mount Lemmon Survey            |
| 599556 - | 2010 LL142               | 4 dicembre 2012   | Mount Lemmon Survey            |
| 599557 - | 2010 LB145               | 29 ottobre 2000   | Spacewatch                     |
| 599558 - | 2010 LV150               | 30 dicembre 2013  | Spacewatch                     |
| 599559 - | 2010 LL153               | 25 novembre 2016  | Mount Lemmon Survey            |
| 599560 - | 2010 LF154               | 12 ottobre 2016   | Pan-STARRS 1                   |
| 599561 - | 2010 LG159               | 14 giugno 2010    | Mount Lemmon Survey            |
| 599562 - | 2010 MK3                 | 17 giugno 2010    | Mount Lemmon Survey            |
| 599563 - | 2010 MK5                 | 20 giugno 2010    | ESA OGS                        |
| 599564 - | 2010 MW124               | 6 marzo 2008      | Mount Lemmon Survey            |
| 599565 - | 2010 MH129               | 30 dicembre 2013  | Pan-STARRS 1                   |
| 599566 - | 2010 MX131               | 25 giugno 2015    | Pan-STARRS 2                   |
| 599567 - | 2010 MJ135               | 17 gennaio 2015   | Mount Lemmon Survey            |
| 599568 - | 2010 MT136               | 21 agosto 2015    | Pan-STARRS 1                   |
| 599569 - | 2010 MF147               | 26 giugno 2015    | Pan-STARRS 1                   |
| 599570 - | 2010 MY147               | 19 giugno 2010    | Mount Lemmon Survey            |
| 599571 - | 2010 NP3                 | 8 ottobre 2007    | Mount Lemmon Survey            |
| 599572 - | 2010 NN6                 | 7 luglio 2010     | Mount Lemmon Survey            |
| 599573 - | 2010 NL32                | 7 luglio 2010     | WISE                           |
| 599574 - | 2010 NF48                | 9 luglio 2010     | WISE                           |
| 599575 - | 2010 NL58                | 10 luglio 2010    | WISE                           |
| 599576 - | 2010 NB66                | 6 luglio 2010     | CSS                            |
| 599577 - | 2010 NK99                | 10 gennaio 2007   | Spacewatch                     |
| 599578 - | 2010 NE121               | 22 ottobre 2012   | Pan-STARRS 1                   |
| 599579 - | 2010 NW135               | 22 dicembre 2008  | Mount Lemmon Survey            |
| 599580 - | 2010 ND139               | 4 gennaio 2014    | Pan-STARRS 1                   |
| 599581 - | 2010 NG145               | 27 novembre 2017  | Hellmich, S., Mottola, S.      |
| 599582 - | 2010 ON126               | 19 luglio 2010    | Bickel, W.                     |
| 599583 - | 2010 OU132               | 22 agosto 2017    | PMO NEO Survey Program         |
| 599584 - | 2010 OU140               | 16 gennaio 2009   | Spacewatch                     |
| 599585 - | 2010 OK142               | 19 settembre 2017 | Pan-STARRS 1                   |
| 599586 - | 2010 OY142               | 24 giugno 2015    | Pan-STARRS 1                   |
| 599587 - | 2010 PN9                 | 21 settembre 2007 | PMO NEO Survey Program         |
| 599588 - | 2010 PP9                 | 4 agosto 2010     | LINEAR                         |
| 599589 - | 2010 PU76                | 29 luglio 2001    | NEAT                           |
| 599590 - | 2010 PP84                | 31 agosto 2017    | Pan-STARRS 1                   |
| 599591 - | 2010 PJ88                | 23 luglio 2015    | Pan-STARRS 1                   |
| 599592 - | 2010 PR91                | 10 agosto 2010    | Spacewatch                     |
| 599593 - | 2010 RK3                 | 1º settembre 2010 | LINEAR                         |
| 599594 - | 2010 RX7                 | 19 settembre 2003 | Spacewatch                     |
| 599595 - | 2010 RQ9                 | 3 settembre 2010  | Mount Lemmon Survey            |
| 599596 - | 2010 RB11                | 2 settembre 2010  | Mount Lemmon Survey            |
| 599597 - | 2010 RS18                | 13 agosto 2010    | Spacewatch                     |
| 599598 - | 2010 RJ19                | 30 dicembre 2007  | Spacewatch                     |
| 599599 - | 2010 RK24                | 12 agosto 2010    | Spacewatch                     |
| 599600 - | 2010 RT26                | 3 settembre 2010  | Matson, R.                     |

## 599601-599700
| Nome     | Designazione provvisoria | Data di scoperta  | Scopritore               |
| -------- | ------------------------ | ----------------- | ------------------------ |
| 599601 - | 2010 RW28                | 4 settembre 2010  | Mount Lemmon Survey      |
| 599602 - | 2010 RJ34                | 2 settembre 2010  | Mount Lemmon Survey      |
| 599603 - | 2010 RD39                | 13 gennaio 2016   | Pan-STARRS 1             |
| 599604 - | 2010 RM47                | 4 settembre 2010  | Spacewatch               |
| 599605 - | 2010 RT50                | 4 settembre 2010  | Spacewatch               |
| 599606 - | 2010 RC58                | 7 novembre 2007   | Spacewatch               |
| 599607 - | 2010 RL60                | 19 ottobre 2003   | Spacewatch               |
| 599608 - | 2010 RX61                | 6 settembre 2010  | Spacewatch               |
| 599609 - | 2010 RR63                | 6 settembre 2010  | OAM Observatory          |
| 599610 - | 2010 RC69                | 13 novembre 2007  | Spacewatch               |
| 599611 - | 2010 RJ89                | 25 luglio 2017    | Pan-STARRS 1             |
| 599612 - | 2010 RH91                | 10 settembre 2010 | Spacewatch               |
| 599613 - | 2010 RF92                | 10 settembre 2010 | Mount Lemmon Survey      |
| 599614 - | 2010 RK92                | 11 settembre 2010 | Mount Lemmon Survey      |
| 599615 - | 2010 RY94                | 12 settembre 2010 | Mount Lemmon Survey      |
| 599616 - | 2010 RX95                | 12 settembre 2010 | Mount Lemmon Survey      |
| 599617 - | 2010 RG96                | 12 settembre 2010 | Mount Lemmon Survey      |
| 599618 - | 2010 RY96                | 25 agosto 2005    | NEAT                     |
| 599619 - | 2010 RC98                | 19 settembre 2003 | Spacewatch               |
| 599620 - | 2010 RT98                | 8 febbraio 2007   | Mount Lemmon Survey      |
| 599621 - | 2010 RA103               | 10 settembre 2010 | Spacewatch               |
| 599622 - | 2010 RU109               | 2 settembre 2010  | Mount Lemmon Survey      |
| 599623 - | 2010 RJ114               | 11 settembre 2010 | Spacewatch               |
| 599624 - | 2010 RL115               | 28 ottobre 2005   | Mount Lemmon Survey      |
| 599625 - | 2010 RS118               | 11 settembre 2010 | Spacewatch               |
| 599626 - | 2010 RB122               | 14 settembre 2010 | Mount Lemmon Survey      |
| 599627 - | 2010 RQ132               | 9 ottobre 2005    | Spacewatch               |
| 599628 - | 2010 RY132               | 15 settembre 2010 | Mount Lemmon Survey      |
| 599629 - | 2010 RG138               | 10 settembre 2010 | Mount Lemmon Survey      |
| 599630 - | 2010 RF148               | 15 settembre 2010 | Spacewatch               |
| 599631 - | 2010 RQ150               | 10 ottobre 2007   | Spacewatch               |
| 599632 - | 2010 RC156               | 15 settembre 2010 | Spacewatch               |
| 599633 - | 2010 RR163               | 5 settembre 2010  | Mount Lemmon Survey      |
| 599634 - | 2010 RQ185               | 11 ottobre 2005   | Spacewatch               |
| 599635 - | 2010 RZ185               | 21 agosto 2015    | Pan-STARRS 1             |
| 599636 - | 2010 RY189               | 14 settembre 2010 | Spacewatch               |
| 599637 - | 2010 RF191               | 21 novembre 2014  | Pan-STARRS 1             |
| 599638 - | 2010 RG191               | 4 giugno 2014     | Pan-STARRS 1             |
| 599639 - | 2010 RT193               | 16 febbraio 2013  | Mount Lemmon Survey      |
| 599640 - | 2010 RU195               | 8 gennaio 2016    | Pan-STARRS 1             |
| 599641 - | 2010 RE199               | 5 marzo 2013      | Pan-STARRS 1             |
| 599642 - | 2010 RF199               | 15 febbraio 2013  | Pan-STARRS 1             |
| 599643 - | 2010 RW201               | 15 settembre 2010 | Mount Lemmon Survey      |
| 599644 - | 2010 RS202               | 16 gennaio 2018   | Pan-STARRS 1             |
| 599645 - | 2010 RF205               | 27 giugno 2015    | Pan-STARRS 1             |
| 599646 - | 2010 RU214               | 12 settembre 2010 | Spacewatch               |
| 599647 - | 2010 SQ2                 | 11 marzo 2002     | NEAT                     |
| 599648 - | 2010 SW8                 | 17 settembre 2010 | Spacewatch               |
| 599649 - | 2010 SA10                | 17 settembre 2010 | Mount Lemmon Survey      |
| 599650 - | 2010 SS11                | 16 settembre 2010 | Asami, A., Nishiyama, K. |
| 599651 - | 2010 SG19                | 1º marzo 2009     | Mount Lemmon Survey      |
| 599652 - | 2010 SX24                | 29 settembre 2010 | Mount Lemmon Survey      |
| 599653 - | 2010 SB30                | 1º ottobre 2005   | Spacewatch               |
| 599654 - | 2010 SN31                | 10 gennaio 2007   | Spacewatch               |
| 599655 - | 2010 SE40                | 1º ottobre 2005   | Mount Lemmon Survey      |
| 599656 - | 2010 SX44                | 16 settembre 2010 | Spacewatch               |
| 599657 - | 2010 SC45                | 30 settembre 2010 | Mount Lemmon Survey      |
| 599658 - | 2010 SJ46                | 18 settembre 2010 | Mount Lemmon Survey      |
| 599659 - | 2010 SC48                | 18 settembre 2010 | Mount Lemmon Survey      |
| 599660 - | 2010 SP49                | 18 settembre 2010 | Spacewatch               |
| 599661 - | 2010 SZ49                | 7 maggio 2014     | Pan-STARRS 1             |
| 599662 - | 2010 SH52                | 18 settembre 2010 | Mount Lemmon Survey      |
| 599663 - | 2010 SL52                | 30 dicembre 2011  | Mount Lemmon Survey      |
| 599664 - | 2010 SV54                | 29 settembre 2010 | Mount Lemmon Survey      |
| 599665 - | 2010 SC56                | 30 settembre 2010 | Mount Lemmon Survey      |
| 599666 - | 2010 SO58                | 18 settembre 2010 | Mount Lemmon Survey      |
| 599667 - | 2010 SD59                | 18 settembre 2010 | Mount Lemmon Survey      |
| 599668 - | 2010 TU1                 | 1º ottobre 2010   | Glinos, T.               |
| 599669 - | 2010 TV9                 | 1º ottobre 2010   | Spacewatch               |
| 599670 - | 2010 TL12                | 11 settembre 2010 | Spacewatch               |
| 599671 - | 2010 TJ42                | 7 ottobre 2005    | Mount Lemmon Survey      |
| 599672 - | 2010 TT47                | 29 aprile 2008    | Mount Lemmon Survey      |
| 599673 - | 2010 TD57                | 3 ottobre 2010    | Spacewatch               |
| 599674 - | 2010 TS59                | 7 ottobre 2010    | Kuli, Z.                 |
| 599675 - | 2010 TC60                | 5 settembre 2010  | Ondrejov                 |
| 599676 - | 2010 TL72                | 28 settembre 2010 | Spacewatch               |
| 599677 - | 2010 TH73                | 21 marzo 2009     | Spacewatch               |
| 599678 - | 2010 TQ73                | 8 ottobre 2010    | Spacewatch               |
| 599679 - | 2010 TN77                | 9 settembre 2010  | Spacewatch               |
| 599680 - | 2010 TJ78                | 8 ottobre 2010    | Hug, G.                  |
| 599681 - | 2010 TO84                | 9 settembre 2010  | Holmes, R.               |
| 599682 - | 2010 TC91                | 1º ottobre 2010   | Mount Lemmon Survey      |
| 599683 - | 2010 TV105               | 15 novembre 2003  | NEAT                     |
| 599684 - | 2010 TZ114               | 11 marzo 2005     | Spacewatch               |
| 599685 - | 2010 TX118               | 9 ottobre 2010    | Spacewatch               |
| 599686 - | 2010 TP127               | 10 ottobre 2010   | Mount Lemmon Survey      |
| 599687 - | 2010 TQ130               | 2 ottobre 2010    | Spacewatch               |
| 599688 - | 2010 TQ132               | 11 ottobre 2010   | Mount Lemmon Survey      |
| 599689 - | 2010 TD139               | 25 dicembre 2005  | Mount Lemmon Survey      |
| 599690 - | 2010 TG144               | 11 ottobre 2010   | Mount Lemmon Survey      |
| 599691 - | 2010 TL151               | 9 ottobre 2010    | Bickel, W.               |
| 599692 - | 2010 TF152               | 4 settembre 2010  | Spacewatch               |
| 599693 - | 2010 TM159               | 10 ottobre 2010   | Mount Lemmon Survey      |
| 599694 - | 2010 TO161               | 25 ottobre 2005   | Mount Lemmon Survey      |
| 599695 - | 2010 TB164               | 13 ottobre 2010   | Mount Lemmon Survey      |
| 599696 - | 2010 TD177               | 10 ottobre 2010   | Mount Lemmon Survey      |
| 599697 - | 2010 TB183               | 14 luglio 2013    | Pan-STARRS 1             |
| 599698 - | 2010 TW192               | 12 ottobre 2010   | Mount Lemmon Survey      |
| 599699 - | 2010 TH193               | 1º ottobre 2010   | Mount Lemmon Survey      |
| 599700 - | 2010 TK195               | 12 ottobre 2010   | Mount Lemmon Survey      |

## 599701-599800
| Nome            | Designazione provvisoria | Data di scoperta  | Scopritore              |
| --------------- | ------------------------ | ----------------- | ----------------------- |
| 599701 -        | 2010 TL195               | 12 ottobre 2010   | Mount Lemmon Survey     |
| 599702 -        | 2010 TB197               | 24 novembre 2011  | Mount Lemmon Survey     |
| 599703 -        | 2010 TM197               | 12 ottobre 2010   | Mount Lemmon Survey     |
| 599704 -        | 2010 TP200               | 12 ottobre 2010   | Mount Lemmon Survey     |
| 599705 -        | 2010 TD202               | 10 ottobre 2010   | Spacewatch              |
| 599706 -        | 2010 TH205               | 25 novembre 2005  | Spacewatch              |
| 599707 -        | 2010 TK207               | 18 giugno 2013    | Pan-STARRS 1            |
| 599708 -        | 2010 TQ210               | 7 maggio 2014     | Pan-STARRS 1            |
| 599709 -        | 2010 TQ212               | 13 ottobre 2010   | Mount Lemmon Survey     |
| 599710 -        | 2010 TP213               | 1º ottobre 2010   | Mount Lemmon Survey     |
| 599711 -        | 2010 TQ218               | 13 ottobre 2010   | Mount Lemmon Survey     |
| 599712 -        | 2010 TG227               | 28 settembre 2010 | Spacewatch              |
| 599713 -        | 2010 TR227               | 2 ottobre 2010    | Spacewatch              |
| 599714 -        | 2010 TC228               | 13 ottobre 2010   | Mount Lemmon Survey     |
| 599715 -        | 2010 UN                  | 16 settembre 2003 | Spacewatch              |
| 599716 -        | 2010 UE3                 | 17 ottobre 2010   | Mount Lemmon Survey     |
| 599717 -        | 2010 UP5                 | 17 ottobre 2010   | Spacewatch              |
| 599718 -        | 2010 UD17                | 17 settembre 2010 | Mount Lemmon Survey     |
| 599719 -        | 2010 UK19                | 28 ottobre 2010   | Mount Lemmon Survey     |
| 599720 -        | 2010 US20                | 25 settembre 2005 | Spacewatch              |
| 599721 -        | 2010 UZ21                | 14 dicembre 2003  | Spacewatch              |
| 599722 -        | 2010 UJ29                | 28 ottobre 2010   | Kuli, Z., Sarneczky, K. |
| 599723 -        | 2010 UU49                | 12 ottobre 2010   | Mount Lemmon Survey     |
| 599724 -        | 2010 UP62                | 30 ottobre 2010   | Mount Lemmon Survey     |
| 599725 -        | 2010 UG64                | 31 ottobre 2010   | Kuli, Z., Sarneczky, K. |
| 599726 -        | 2010 UC71                | 15 settembre 2010 | Holmes, R.              |
| 599727 -        | 2010 UG77                | 30 ottobre 2010   | Mount Lemmon Survey     |
| 599728 -        | 2010 UV79                | 20 settembre 2009 | Spacewatch              |
| 599729 -        | 2010 UK84                | 9 ottobre 2010    | Mount Lemmon Survey     |
| 599730 -        | 2010 UE86                | 19 ottobre 2010   | Mount Lemmon Survey     |
| 599731 -        | 2010 UM90                | 31 ottobre 2010   | Mount Lemmon Survey     |
| 599732 -        | 2010 UW93                | 13 ottobre 2010   | Mount Lemmon Survey     |
| 599733 -        | 2010 UC97                | 12 ottobre 2010   | Mount Lemmon Survey     |
| 599734 -        | 2010 US108               | 17 ottobre 2010   | Mount Lemmon Survey     |
| 599735 -        | 2010 UY108               | 8 maggio 2002     | Spacewatch              |
| 599736 -        | 2010 UA110               | 24 luglio 2003    | NEAT                    |
| 599737 -        | 2010 UN110               | 28 ottobre 2010   | Mount Lemmon Survey     |
| 599738 -        | 2010 UC117               | 19 giugno 2006    | Mount Lemmon Survey     |
| 599739 -        | 2010 UD118               | 12 gennaio 2018   | Pan-STARRS 1            |
| 599740 -        | 2010 UA121               | 29 ottobre 2010   | Kuli, Z., Sarneczky, K. |
| 599741 -        | 2010 US122               | 17 ottobre 2010   | Mount Lemmon Survey     |
| 599742 -        | 2010 UE125               | 31 ottobre 2010   | Mount Lemmon Survey     |
| 599743 -        | 2010 UD129               | 30 ottobre 2010   | Mount Lemmon Survey     |
| 599744 -        | 2010 UE129               | 31 ottobre 2010   | Mount Lemmon Survey     |
| 599745 -        | 2010 UJ129               | 17 ottobre 2010   | Mount Lemmon Survey     |
| 599746 -        | 2010 VY3                 | 1º novembre 2010  | Mount Lemmon Survey     |
| 599747 -        | 2010 VJ5                 | 1º novembre 2010  | Mount Lemmon Survey     |
| 599748 -        | 2010 VQ5                 | 11 settembre 2004 | Spacewatch              |
| 599749 -        | 2010 VW5                 | 1º novembre 2010  | Mount Lemmon Survey     |
| 599750 -        | 2010 VB8                 | 1º novembre 2010  | Mount Lemmon Survey     |
| 599751 -        | 2010 VY10                | 1º novembre 2010  | Mount Lemmon Survey     |
| 599752 -        | 2010 VQ11                | 2 novembre 2010   | La Silla                |
| 599753 -        | 2010 VY14                | 14 ottobre 2010   | Mount Lemmon Survey     |
| 599754 -        | 2010 VD21                | 3 novembre 2010   | Pan-STARRS 1            |
| 599755 Alcarràs | 2010 VL21                | 4 novembre 2010   | Bosch, J. M.            |
| 599756 -        | 2010 VZ22                | 1º novembre 2010  | Mount Lemmon Survey     |
| 599757 -        | 2010 VL43                | 17 ottobre 2010   | Mount Lemmon Survey     |
| 599758 -        | 2010 VQ44                | 1º novembre 2010  | Mount Lemmon Survey     |
| 599759 -        | 2010 VP53                | 26 agosto 2003    | Cerro Tololo            |
| 599760 -        | 2010 VP59                | 4 novembre 2010   | Mount Lemmon Survey     |
| 599761 -        | 2010 VW63                | 6 novembre 2010   | Mount Lemmon Survey     |
| 599762 -        | 2010 VJ66                | 7 maggio 2006     | Mount Lemmon Survey     |
| 599763 -        | 2010 VM72                | 28 ottobre 2010   | CSS                     |
| 599764 -        | 2010 VK79                | 3 novembre 2010   | Mount Lemmon Survey     |
| 599765 -        | 2010 VG81                | 27 agosto 2006    | Spacewatch              |
| 599766 -        | 2010 VL90                | 22 ottobre 2005   | Spacewatch              |
| 599767 -        | 2010 VM95                | 21 luglio 2006    | Mount Lemmon Survey     |
| 599768 -        | 2010 VS95                | 25 luglio 2006    | Mount Lemmon Survey     |
| 599769 -        | 2010 VB102               | 5 novembre 2010   | Spacewatch              |
| 599770 -        | 2010 VJ111               | 17 ottobre 2010   | Mount Lemmon Survey     |
| 599771 -        | 2010 VU122               | 12 febbraio 2008  | Mount Lemmon Survey     |
| 599772 -        | 2010 VY128               | 9 novembre 2010   | CSS                     |
| 599773 -        | 2010 VK134               | 7 febbraio 2008   | Spacewatch              |
| 599774 -        | 2010 VN134               | 1º ottobre 2006   | Spacewatch              |
| 599775 -        | 2010 VW141               | 6 novembre 2010   | Mount Lemmon Survey     |
| 599776 -        | 2010 VY148               | 6 novembre 2010   | Mount Lemmon Survey     |
| 599777 -        | 2010 VV151               | 6 novembre 2010   | Mount Lemmon Survey     |
| 599778 -        | 2010 VZ154               | 3 marzo 2016      | Pan-STARRS 1            |
| 599779 -        | 2010 VW156               | 8 novembre 2010   | Spacewatch              |
| 599780 -        | 2010 VC164               | 20 settembre 2009 | Spacewatch              |
| 599781 -        | 2010 VN167               | 10 novembre 2010  | Mount Lemmon Survey     |
| 599782 -        | 2010 VM171               | 17 settembre 2009 | Spacewatch              |
| 599783 -        | 2010 VC180               | 23 novembre 2006  | Spacewatch              |
| 599784 -        | 2010 VN180               | 11 novembre 2010  | Mount Lemmon Survey     |
| 599785 -        | 2010 VF186               | 13 novembre 2010  | Mount Lemmon Survey     |
| 599786 -        | 2010 VH190               | 13 novembre 2010  | Mount Lemmon Survey     |
| 599787 -        | 2010 VO190               | 13 novembre 2010  | Mount Lemmon Survey     |
| 599788 -        | 2010 VG208               | 11 ottobre 2010   | Mount Lemmon Survey     |
| 599789 -        | 2010 VS208               | 17 ottobre 2010   | Mount Lemmon Survey     |
| 599790 -        | 2010 VU217               | 11 novembre 2010  | CSS                     |
| 599791 -        | 2010 VQ228               | 1º novembre 2010  | Mount Lemmon Survey     |
| 599792 -        | 2010 VC230               | 4 novembre 2010   | Mount Lemmon Survey     |
| 599793 -        | 2010 VO230               | 13 novembre 2010  | Mount Lemmon Survey     |
| 599794 -        | 2010 VW233               | 18 giugno 2013    | Pan-STARRS 1            |
| 599795 -        | 2010 VY234               | 11 settembre 2015 | Pan-STARRS 1            |
| 599796 -        | 2010 VG236               | 2 marzo 2016      | Pan-STARRS 1            |
| 599797 -        | 2010 VG239               | 3 giugno 2014     | Pan-STARRS 1            |
| 599798 -        | 2010 VT239               | 10 novembre 2010  | Mount Lemmon Survey     |
| 599799 -        | 2010 VK241               | 26 novembre 2014  | Pan-STARRS 1            |
| 599800 -        | 2010 VL241               | 8 marzo 2018      | Pan-STARRS 1            |

## 599801-599900
| Nome     | Designazione provvisoria | Data di scoperta | Scopritore          |
| -------- | ------------------------ | ---------------- | ------------------- |
| 599801 - | 2010 VW241               | 20 gennaio 2018  | Mount Lemmon Survey |
| 599802 - | 2010 VJ242               | 5 dicembre 2015  | Pan-STARRS 1        |
| 599803 - | 2010 VO244               | 12 novembre 2010 | Mount Lemmon Survey |
| 599804 - | 2010 VR244               | 13 novembre 2010 | Mount Lemmon Survey |
| 599805 - | 2010 VJ245               | 6 novembre 2010  | Mount Lemmon Survey |
| 599806 - | 2010 VQ245               | 3 novembre 2010  | Mount Lemmon Survey |
| 599807 - | 2010 VS245               | 3 novembre 2010  | Spacewatch          |
| 599808 - | 2010 VV245               | 13 novembre 2010 | Mount Lemmon Survey |
| 599809 - | 2010 VN247               | 12 novembre 2010 | Mount Lemmon Survey |
| 599810 - | 2010 VT247               | 10 novembre 2010 | Mount Lemmon Survey |
| 599811 - | 2010 VT249               | 10 novembre 2010 | Mount Lemmon Survey |
| 599812 - | 2010 VW249               | 10 novembre 2010 | Mount Lemmon Survey |
| 599813 - | 2010 VC251               | 12 novembre 2010 | Mount Lemmon Survey |
| 599814 - | 2010 VJ251               | 6 novembre 2010  | Mount Lemmon Survey |
| 599815 - | 2010 VJ253               | 11 novembre 2010 | Mount Lemmon Survey |
| 599816 - | 2010 VB254               | 3 novembre 2010  | Mount Lemmon Survey |
| 599817 - | 2010 VZ254               | 24 gennaio 2001  | Spacewatch          |
| 599818 - | 2010 VW256               | 3 novembre 2010  | Spacewatch          |
| 599819 - | 2010 VE257               | 2 novembre 2010  | Mount Lemmon Survey |
| 599820 - | 2010 VG257               | 10 novembre 2010 | Mount Lemmon Survey |
| 599821 - | 2010 VR258               | 2 novembre 2010  | Mount Lemmon Survey |
| 599822 - | 2010 VM259               | 8 novembre 2010  | Mount Lemmon Survey |
| 599823 - | 2010 VX262               | 6 novembre 2010  | Mount Lemmon Survey |
| 599824 - | 2010 VY262               | 1º novembre 2010 | Spacewatch          |
| 599825 - | 2010 VQ263               | 1º novembre 2010 | Mount Lemmon Survey |
| 599826 - | 2010 VP266               | 10 novembre 2010 | Mount Lemmon Survey |
| 599827 - | 2010 VR269               | 1º novembre 2010 | Mount Lemmon Survey |
| 599828 - | 2010 VB270               | 2 novembre 2010  | Mount Lemmon Survey |
| 599829 - | 2010 WR3                 | 7 gennaio 2006   | Mount Lemmon Survey |
| 599830 - | 2010 WR9                 | 18 dicembre 2003 | Spacewatch          |
| 599831 - | 2010 WJ10                | 25 novembre 2010 | Mount Lemmon Survey |
| 599832 - | 2010 WC18                | 27 novembre 2010 | Mount Lemmon Survey |
| 599833 - | 2010 WK20                | 14 aprile 2008   | Mount Lemmon Survey |
| 599834 - | 2010 WM28                | 27 novembre 2010 | Mount Lemmon Survey |
| 599835 - | 2010 WZ32                | 27 novembre 2010 | Mount Lemmon Survey |
| 599836 - | 2010 WH36                | 27 novembre 2010 | Mount Lemmon Survey |
| 599837 - | 2010 WX47                | 6 novembre 2005  | Mount Lemmon Survey |
| 599838 - | 2010 WZ57                | 1º novembre 2010 | Spacewatch          |
| 599839 - | 2010 WJ58                | 10 novembre 2010 | Mount Lemmon Survey |
| 599840 - | 2010 WZ58                | 31 gennaio 2006  | Spacewatch          |
| 599841 - | 2010 WS63                | 2 novembre 2010  | Spacewatch          |
| 599842 - | 2010 WK68                | 30 novembre 2010 | Mount Lemmon Survey |
| 599843 - | 2010 WT75                | 7 novembre 2010  | Spacewatch          |
| 599844 - | 2010 XE6                 | 1º agosto 2009   | Spacewatch          |
| 599845 - | 2010 XZ15                | 2 dicembre 2010  | Mount Lemmon Survey |
| 599846 - | 2010 XU16                | 2 dicembre 2010  | Mount Lemmon Survey |
| 599847 - | 2010 XX20                | 6 dicembre 2010  | Mount Lemmon Survey |
| 599848 - | 2010 XS23                | 1º dicembre 2002 | Hug, G.             |
| 599849 - | 2010 XH31                | 2 dicembre 2010  | Mount Lemmon Survey |
| 599850 - | 2010 XY33                | 23 ottobre 2006  | Spacewatch          |
| 599851 - | 2010 XY37                | 3 dicembre 2010  | Spacewatch          |
| 599852 - | 2010 XR40                | 4 dicembre 2010  | Kuli, Z.            |
| 599853 - | 2010 XT44                | 3 novembre 2010  | Spacewatch          |
| 599854 - | 2010 XC48                | 2 novembre 2010  | Mount Lemmon Survey |
| 599855 - | 2010 XH48                | 6 dicembre 2010  | Spacewatch          |
| 599856 - | 2010 XF57                | 17 dicembre 2007 | Mount Lemmon Survey |
| 599857 - | 2010 XL58                | 18 agosto 2006   | NEAT                |
| 599858 - | 2010 XF67                | 13 dicembre 2010 | Molnar, L. A.       |
| 599859 - | 2010 XD73                | 1º dicembre 2010 | Mount Lemmon Survey |
| 599860 - | 2010 XQ80                | 7 ottobre 2004   | NEAT                |
| 599861 - | 2010 XM91                | 22 marzo 2014    | Mount Lemmon Survey |
| 599862 - | 2010 XT93                | 11 novembre 2010 | Mount Lemmon Survey |
| 599863 - | 2010 XP94                | 12 febbraio 2015 | Pan-STARRS 1        |
| 599864 - | 2010 XB102               | 2 ottobre 2015   | Mount Lemmon Survey |
| 599865 - | 2010 XZ105               | 10 febbraio 2013 | Pan-STARRS 1        |
| 599866 - | 2010 XD111               | 14 dicembre 2010 | Mount Lemmon Survey |
| 599867 - | 2010 XL111               | 9 dicembre 2010  | Spacewatch          |
| 599868 - | 2010 XW112               | 3 dicembre 2010  | Mount Lemmon Survey |
| 599869 - | 2010 XX113               | 10 dicembre 2010 | Mount Lemmon Survey |
| 599870 - | 2010 XD114               | 4 dicembre 2010  | Mount Lemmon Survey |
| 599871 - | 2010 XM116               | 13 dicembre 2010 | Mount Lemmon Survey |
| 599872 - | 2010 XY116               | 4 dicembre 2010  | Mount Lemmon Survey |
| 599873 - | 2010 YZ3                 | 12 novembre 2010 | Spacewatch          |
| 599874 - | 2010 YW5                 | 25 dicembre 2010 | Mount Lemmon Survey |
| 599875 - | 2011 AA5                 | 25 dicembre 2010 | Mount Lemmon Survey |
| 599876 - | 2011 AS5                 | 6 gennaio 2011   | Pan-STARRS 1        |
| 599877 - | 2011 AM7                 | 10 dicembre 2010 | Spacewatch          |
| 599878 - | 2011 AR7                 | 2 gennaio 2011   | Mount Lemmon Survey |
| 599879 - | 2011 AG18                | 8 novembre 2010  | Mount Lemmon Survey |
| 599880 - | 2011 AC19                | 28 gennaio 2006  | Mount Lemmon Survey |
| 599881 - | 2011 AX20                | 9 gennaio 2011   | Mount Lemmon Survey |
| 599882 - | 2011 AC26                | 31 gennaio 2006  | CSS                 |
| 599883 - | 2011 AG28                | 10 gennaio 2011  | Spacewatch          |
| 599884 - | 2011 AJ30                | 9 gennaio 2011   | Spacewatch          |
| 599885 - | 2011 AQ39                | 10 gennaio 2011  | Mount Lemmon Survey |
| 599886 - | 2011 AO49                | 27 gennaio 2004  | Spacewatch          |
| 599887 - | 2011 AQ57                | 11 gennaio 2011  | Mount Lemmon Survey |
| 599888 - | 2011 AE69                | 11 gennaio 2011  | CSS                 |
| 599889 - | 2011 AZ75                | 8 gennaio 2011   | CSS                 |
| 599890 - | 2011 AT78                | 14 gennaio 2011  | Mount Lemmon Survey |
| 599891 - | 2011 AV83                | 30 marzo 2008    | Spacewatch          |
| 599892 - | 2011 AB84                | 10 gennaio 2011  | Mount Lemmon Survey |
| 599893 - | 2011 AC84                | 26 luglio 2015   | Pan-STARRS 1        |
| 599894 - | 2011 AZ85                | 1º novembre 2015 | Mount Lemmon Survey |
| 599895 - | 2011 AJ86                | 3 febbraio 2012  | Pan-STARRS 1        |
| 599896 - | 2011 AA87                | 13 gennaio 2011  | Mount Lemmon Survey |
| 599897 - | 2011 AF87                | 14 gennaio 2011  | Mount Lemmon Survey |
| 599898 - | 2011 AR89                | 8 gennaio 2011   | CSS                 |
| 599899 - | 2011 AC91                | 28 novembre 2014 | Pan-STARRS 1        |
| 599900 - | 2011 AE94                | 11 gennaio 2011  | CSS                 |

## 599901-600000
| Nome     | Designazione provvisoria | Data di scoperta  | Scopritore              |
| -------- | ------------------------ | ----------------- | ----------------------- |
| 599901 - | 2011 AP95                | 10 gennaio 2011   | Mount Lemmon Survey     |
| 599902 - | 2011 AO96                | 13 gennaio 2011   | Mount Lemmon Survey     |
| 599903 - | 2011 AK101               | 14 gennaio 2011   | Mount Lemmon Survey     |
| 599904 - | 2011 AX103               | 8 gennaio 2011    | Mount Lemmon Survey     |
| 599905 - | 2011 BN                  | 16 gennaio 2011   | Mount Lemmon Survey     |
| 599906 - | 2011 BL8                 | 16 gennaio 2011   | Mount Lemmon Survey     |
| 599907 - | 2011 BA9                 | 16 gennaio 2011   | Mount Lemmon Survey     |
| 599908 - | 2011 BC12                | 4 gennaio 2011    | Mount Lemmon Survey     |
| 599909 - | 2011 BM27                | 16 ottobre 2002   | NEAT                    |
| 599910 - | 2011 BP27                | 9 febbraio 2003   | Yeung, W. K. Y.         |
| 599911 - | 2011 BC32                | 12 gennaio 2011   | Spacewatch              |
| 599912 - | 2011 BH34                | 28 gennaio 2011   | Spacewatch              |
| 599913 - | 2011 BM42                | 30 gennaio 2011   | Kuli, Z., Sarneczky, K. |
| 599914 - | 2011 BY53                | 8 dicembre 2010   | Mount Lemmon Survey     |
| 599915 - | 2011 BF62                | 26 gennaio 2011   | Mount Lemmon Survey     |
| 599916 - | 2011 BV64                | 16 gennaio 2011   | Mount Lemmon Survey     |
| 599917 - | 2011 BH67                | 4 settembre 2003  | Spacewatch              |
| 599918 - | 2011 BC82                | 6 febbraio 2006   | Mount Lemmon Survey     |
| 599919 - | 2011 BG83                | 7 aprile 2008     | Spacewatch              |
| 599920 - | 2011 BK83                | 16 gennaio 2005   | Tucker, R.              |
| 599921 - | 2011 BC92                | 13 gennaio 2011   | Spacewatch              |
| 599922 - | 2011 BC94                | 29 gennaio 2011   | Spacewatch              |
| 599923 - | 2011 BQ96                | 2 ottobre 2006    | Mount Lemmon Survey     |
| 599924 - | 2011 BJ100               | 5 febbraio 2011   | Pan-STARRS 1            |
| 599925 - | 2011 BP101               | 19 aprile 2004    | Spacewatch              |
| 599926 - | 2011 BN103               | 16 ottobre 2006   | CSS                     |
| 599927 - | 2011 BV104               | 27 gennaio 2007   | Spacewatch              |
| 599928 - | 2011 BO108               | 10 febbraio 2011  | Mount Lemmon Survey     |
| 599929 - | 2011 BA112               | 12 febbraio 2011  | Mount Lemmon Survey     |
| 599930 - | 2011 BB133               | 29 gennaio 2011   | Spacewatch              |
| 599931 - | 2011 BH139               | 8 gennaio 2011    | Mount Lemmon Survey     |
| 599932 - | 2011 BB142               | 29 gennaio 2011   | Mount Lemmon Survey     |
| 599933 - | 2011 BP142               | 8 gennaio 2011    | Mount Lemmon Survey     |
| 599934 - | 2011 BQ149               | 29 gennaio 2011   | Mount Lemmon Survey     |
| 599935 - | 2011 BZ150               | 29 gennaio 2011   | Mount Lemmon Survey     |
| 599936 - | 2011 BS154               | 27 gennaio 2011   | Mount Lemmon Survey     |
| 599937 - | 2011 BW162               | 12 gennaio 2011   | Spacewatch              |
| 599938 - | 2011 BV167               | 5 febbraio 2011   | Pan-STARRS 1            |
| 599939 - | 2011 BL169               | 30 gennaio 2011   | Mount Lemmon Survey     |
| 599940 - | 2011 BK170               | 11 marzo 2007     | Spacewatch              |
| 599941 - | 2011 BZ170               | 27 gennaio 2011   | Mount Lemmon Survey     |
| 599942 - | 2011 BH172               | 4 gennaio 2017    | Pan-STARRS 1            |
| 599943 - | 2011 BD173               | 8 febbraio 2011   | Mount Lemmon Survey     |
| 599944 - | 2011 BD174               | 26 febbraio 2011  | Mount Lemmon Survey     |
| 599945 - | 2011 BO174               | 5 febbraio 2011   | Pan-STARRS 1            |
| 599946 - | 2011 BM178               | 28 gennaio 2011   | Mount Lemmon Survey     |
| 599947 - | 2011 BR179               | 26 gennaio 2011   | Spacewatch              |
| 599948 - | 2011 BU182               | 27 agosto 2014    | Pan-STARRS 1            |
| 599949 - | 2011 BR183               | 29 gennaio 2011   | CSS                     |
| 599950 - | 2011 BV187               | 7 febbraio 2011   | Mount Lemmon Survey     |
| 599951 - | 2011 BD196               | 10 ottobre 2002   | NEAT                    |
| 599952 - | 2011 BE196               | 30 gennaio 2011   | Pan-STARRS 1            |
| 599953 - | 2011 BE198               | 28 gennaio 2011   | Spacewatch              |
| 599954 - | 2011 BY198               | 30 gennaio 2011   | Mount Lemmon Survey     |
| 599955 - | 2011 CK5                 | 3 febbraio 2003   | Spacewatch              |
| 599956 - | 2011 CA6                 | 30 marzo 2008     | Spacewatch              |
| 599957 - | 2011 CC19                | 25 settembre 2009 | Hug, G.                 |
| 599958 - | 2011 CM21                | 7 febbraio 2011   | Mount Lemmon Survey     |
| 599959 - | 2011 CO28                | 26 agosto 2009    | CSS                     |
| 599960 - | 2011 CL40                | 19 settembre 2003 | NEAT                    |
| 599961 - | 2011 CP40                | 30 gennaio 2011   | Mount Lemmon Survey     |
| 599962 - | 2011 CU44                | 22 luglio 2003    | AMOS                    |
| 599963 - | 2011 CX47                | 17 febbraio 2007  | LINEAR                  |
| 599964 - | 2011 CH48                | 26 gennaio 2011   | Mount Lemmon Survey     |
| 599965 - | 2011 CU48                | 12 gennaio 2011   | Mount Lemmon Survey     |
| 599966 - | 2011 CS54                | 8 febbraio 2011   | Mount Lemmon Survey     |
| 599967 - | 2011 CR56                | 8 febbraio 2011   | Mount Lemmon Survey     |
| 599968 - | 2011 CJ62                | 8 febbraio 2011   | Mount Lemmon Survey     |
| 599969 - | 2011 CT67                | 10 ottobre 2002   | NEAT                    |
| 599970 - | 2011 CW67                | 13 febbraio 2002  | Spacewatch              |
| 599971 - | 2011 CH73                | 7 marzo 2003      | NEAT                    |
| 599972 - | 2011 CN73                | 6 febbraio 2011   | CSS                     |
| 599973 - | 2011 CP79                | 2 marzo 2011      | Mount Lemmon Survey     |
| 599974 - | 2011 CC84                | 5 febbraio 2011   | Pan-STARRS 1            |
| 599975 - | 2011 CL88                | 8 gennaio 2011    | Mount Lemmon Survey     |
| 599976 - | 2011 CP97                | 22 settembre 2009 | Spacewatch              |
| 599977 - | 2011 CU97                | 5 febbraio 2011   | Pan-STARRS 1            |
| 599978 - | 2011 CJ98                | 5 febbraio 2011   | Pan-STARRS 1            |
| 599979 - | 2011 CD112               | 5 febbraio 2011   | Pan-STARRS 1            |
| 599980 - | 2011 CG113               | 7 settembre 2008  | Mount Lemmon Survey     |
| 599981 - | 2011 CK117               | 11 febbraio 2011  | Mount Lemmon Survey     |
| 599982 - | 2011 CK121               | 12 febbraio 2011  | Mount Lemmon Survey     |
| 599983 - | 2011 CP122               | 28 febbraio 2014  | Pan-STARRS 1            |
| 599984 - | 2011 CK123               | 4 febbraio 2011   | CSS                     |
| 599985 - | 2011 CO139               | 13 febbraio 2011  | Mount Lemmon Survey     |
| 599986 - | 2011 CG142               | 12 febbraio 2011  | Mount Lemmon Survey     |
| 599987 - | 2011 DO11                | 28 gennaio 2011   | Mount Lemmon Survey     |
| 599988 - | 2011 DY27                | 12 settembre 2002 | NEAT                    |
| 599989 - | 2011 DM43                | 11 marzo 2007     | Mount Lemmon Survey     |
| 599990 - | 2011 DG47                | 30 giugno 2008    | Spacewatch              |
| 599991 - | 2011 DT49                | 15 ottobre 2002   | NEAT                    |
| 599992 - | 2011 DW51                | 8 febbraio 2011   | CSS                     |
| 599993 - | 2011 DF59                | 26 febbraio 2011  | Mount Lemmon Survey     |
| 599994 - | 2011 EN                  | 4 febbraio 2011   | CSS                     |
| 599995 - | 2011 EM9                 | 25 febbraio 2011  | Spacewatch              |
| 599996 - | 2011 EX11                | 23 agosto 2001    | Spacewatch              |
| 599997 - | 2011 EC20                | 8 febbraio 2011   | Mount Lemmon Survey     |
| 599998 - | 2011 EN21                | 2 marzo 2011      | CSS                     |
| 599999 - | 2011 EZ27                | 6 marzo 2011      | Mount Lemmon Survey     |
| 600000 - | 2011 EG29                | 25 febbraio 2011  | Mount Lemmon Survey     |